# Hrad ve Stobnici
Hrad ve Stobnici je kontroverzní obytná stavba napodobující středověký hrad, stojící na umělém ostrově na rybníku na řece Kończak v Noteckém lese. Nachází na okraji obce Stobnice cca 50 km od Poznaně. Objekt pokrývá plochu 2,8 hektarů. Plány na výstavbu vypracoval architekt Waldemar Szeszula a investorem je poznaňská společnost DJT. Kdo je jejím skutečným majitelem však není známo, kolují zvěsti, že by mohlo jít o zesnulého miliardáře Jana Kulczyka nebo údajného podnikatele a lékaře Pawla N. Stavba se stala předmětem kontroverzní a soudních sporů. Je označována jako největší černá stavba v Polsku.

## Výstavba
První žádost o změny v územním plánu sahají do roku 2009. Původně měl na místě vyrůst developerský projet několika obytných budov určených k rekreaci. Developer však oznámil, že hrad bude sloužit jako luxusní rezidenční komplex s celkem cca 50 byty (pro 97 obyvatel a 10 členů personálu). Primátor Poznaně schválil žádost o kácení stromů v okolí jezera, což zarazilo ochránce přírody. Staveniště se nachází v chráněném území Natura 2000. Notecký les mimo jiné zahrnuje 16 přírodních rezervací a park, který je chráněn směrnicí Evropské unie.
Výstavba hradu započala v roce 2015. Poté co se zjistilo, že podmínky jeho vzniku nebyly v souladu se zákonem, se rozběhlo intenzivní vyšetřování. Pozornost se začala zvyšovat, když se polský Ústřední protikorupční úřad začal zabývat nesrovnalostmi v procesu udělování povolení. Ministr životního prostředí tehdy nařídil Generálnímu ředitelství pro ochranu životního prostředí, aby v této věci zahájilo naléhavou kontrolu. Případ byl rovněž oznámen státnímu zastupitelství. Dalším problematickým aspektem stavby se staly finace a otázka odkud přišlo 85 milionů eur na výstavbu. Podle Ústředního protikorupčního úřadu peníze pocházely z trestné činnosti. Předpoklady se potvrdily, když se část peněz našla na účtu kyperské firmy, která patřila jednomu z majitelů. Později se částka převedla na účet společnosti DJT. Okresní prokuratura v Poznani obvinila šest osob – zástupce investora, architekta a místní úředníky. Ze své funkce byl také odvolán zemský hejtman.
Navzdory všem obviněním, investor popírá jakékoli pochybení a stavební práce pokračují. Hrad by měl být dokončen v roce 2025. Šíří se zvěsti o možné demolici nařízené státem, kvůli poloze hradu na okraji chráněné přírodní rezervace. Pokud bude hrad dokončen, bude se jednat o největší repliku středověkého hradu v Evropě. 
V roce 2023 byla poblíž hradu otevřena naučná lesní stezka.